# Eupithecia trilineata
Eupithecia trilineata är en fjärilsart som beskrevs av Edward Alfred Cockayne 1953. Eupithecia trilineata ingår i släktet Eupithecia och familjen mätare. Inga underarter finns listade i Catalogue of Life.